# Нормалци
У измишљеном свету из серијала књига о Харију Потеру, нормалци (на енглеском: „Muggles“) су обични људи који немају моћи и не могу да изводе магију за разлику од чаробњака и вештица, који их имају. Харијева мама Лили Потер (девојачко Еванс) је била нормалка која је могла да изводи магију, те је стога позвана и примљена на Хогвортс, за разлику од своје сестре Петуније.